# Фудстилизм
Фудстилизм (фудстилистика, фудстайлинг) (от англ. food style) — новое и динамично развивающееся направление в видео и фотографии, где главным объектом съёмки является еда.
В фудстилизме продукты рассматриваются не просто как объекты, а, в первую очередь, как предметы искусства.
Фудстайлинг в настоящее время широко используется в рекламной индустрии, а именно в рекламной фотографии, и постепенно выделяется в самостоятельную профессию — фудстилиста.

## История
Первые изображения еды как таковой были в произведениях этрусского искусства классического периода (500—300 гг. до н. э.).
Важно отметить, что в ранних изобразительных источниках еда не изображалась ради еды. Каждый продукт питания был символом, с помощью которого картина обрела целостность и доносила до зрителя нужную информацию. Произведения этого периода в основном представляли собой искусство гробниц и фрески. Изображались, как правило, захороненный в данной гробнице умерший, возлежащий за пиром с друзьями и родственниками. Одной из ранних работ в этом направлении является фреска из Гробницы львиц в Тарквинии, датируемая 520 г. до. н. э.
На фреске изображён мужчина, который держит в одной руке яйцо, а в другой кубок с вином. Яйцо — глубокий символ, который обозначал бессмертие души и возрождение после смерти. Вино — распространенный символ, который сохранил своё значение и до наших дней. У этрусков он был связан с богом вина Дионисом и символизировал кровь и жертвоприношение, но, вместе с тем, юность и вечную жизнь.
Важным этапом развития темы еды в искусстве является творчество Карло Кривелли. Его картины: «Мадонна с младенцем» 1480—1486 г.г и «Мадонна делла Канделетта»1490-1492 г.г. наполнены «пищевыми» символами. В роли декоративных элементов здесь выступают фрукты и овощи. Яблоко- фрукт грехопадения, но в эпоху Ренессанса яблоко символизировало целостность, искупление Христа. Огурец- это символ церкви, милости и доброты, символ любви Бога к человеку и людей друг к другу. Огурец символизирует объединение христиан и служит антиподом яблока. Груша тоже является символом грехопадения. В эпоху Ренессанса груша считалась плодом греха в большей степени, чем яблоко. Черешня и вишня— райские ягоды и служат символами плодородия и радости.
Но главным предшественником современного направления фудстилизм был натюрморт. Исходной точкой раннего натюрморта считается XV—XVI века, когда он рассматривался как часть исторической или жанровой композиции. На протяжении многих лет натюрморт сохранял связь с религиозной картиной, украшая цветочными гирляндами фигуры Богоматери и Христа. Позднее в творчестве Питера Артсена религия отойдёт на второй план, а на первом будет изображение «рыночного» и «кухонного» быта. Питер Артсен один из первых художников, который начал работать в жанре «перевёрнутого натюрморта». В таких картинах была сознательно перевёрнута традиционная иерархия предметов. Красочные детали натюрморта изображались на первом плане, а повествовательные элементы уходили на второй план. Ярким примером данного жанра является картина Питера Артсена «Мясная лавка».
В конце XVI века возрастает интерес к античной литературе и науке и в этот период натюрморт получает новое смысловое наполнение: он используется аллегорически и служит для изображения чувств. Яркими представителями тут можно назвать матера натюрмортов Франса Снейдерса с его фруктовыми и овощными лавками, битой дичью, рыбой и экзотическими гадами. Работы Снейдерса реалистичны и обращены к пяти чувствам человека.
На протяжении всей истории искусства продукты питания несли в себе дополнительную смысловую нагрузку. Некоторые символы остаются неизменными до сих пор, а некоторые под влиянием религии и времени приобрели новое значение. Художники были внимательны и аккуратны при изображении продуктов питания. Благодаря смыслу который они вкладывали в изображаемые символы, их полотна уникальны и интересны по сей день.